# Gotarzes I của Parthia

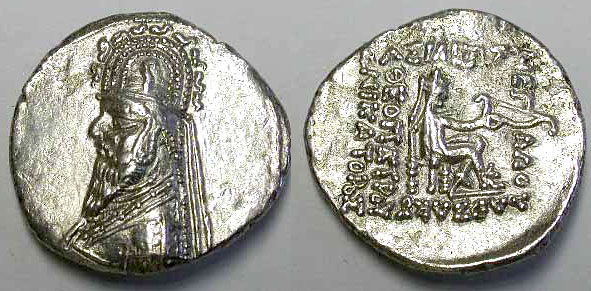
Đồng tiền của Gotarzes I. Mặt trái vẽ một cung thủ đang ngồi, tay cầm cung. Dòng chữ Hy Lạp được đọc là ΒΑΣΙΛΕΩΣ ΜΕΓΑΛΟΥ ΑΡΣΑΚΟΥ ΘΕΟΠΑΤΡΟΥ ΝΙΚΑΤΟΡΟΣ ([Đồng tiền] của vị vua vĩ đại Arsaces, cha đỡ đầu, người chiến thắng).

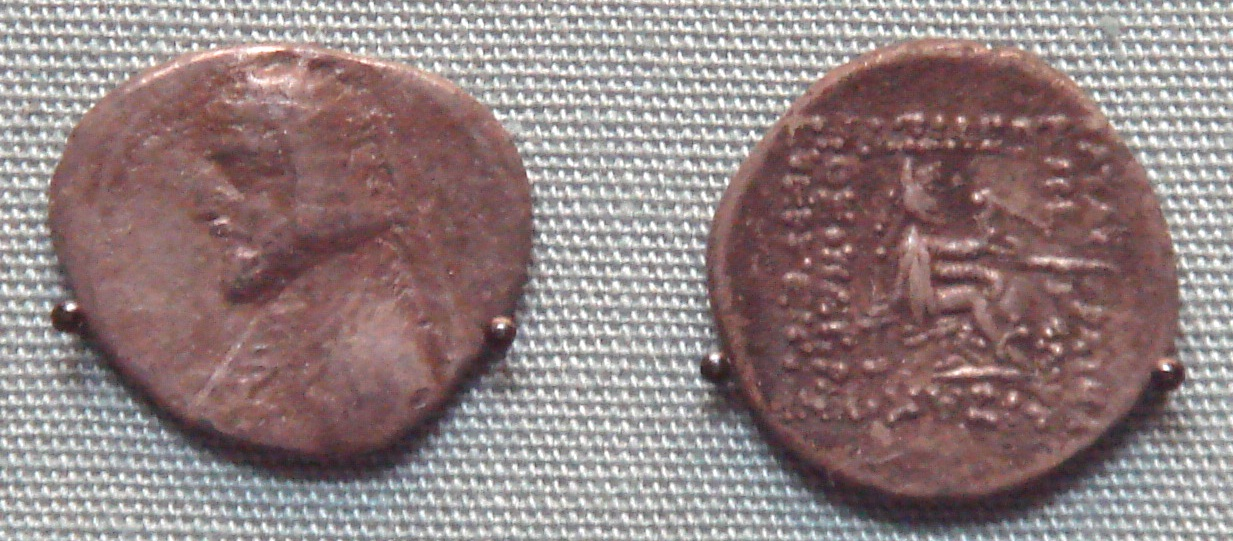
Một đồng tiền xu khác của Gotarzes I. Bảo tàng Anh quốc.

Gotarzes I của Parthia cai trị một phần của đế chế Parthia từ 95-90 TCN. Ông là cháu nội của Phriapatius và lên nắm quyền vào giai đoạn hỗn loạn cuối triều đại của vua Mithridates II. Ông đã được đề cập đến trong một số tấm thẻ thiên văn học của Babylon và có thể ông cũng từng cai trị Babylon.